# Narrows
Narrows é uma cidade  localizada no estado norte-americano de Virginia, no Condado de Giles.

## Demografia
Segundo o censo norte-americano de 2000, a sua população era de 2111 habitantes.
Em 2006, foi estimada uma população de 2180, um aumento de 69 (3.3%).

## Geografia
De acordo com o United States Census Bureau tem uma área de
3,4 km², dos quais 3,3 km² cobertos por terra e 0,1 km² cobertos por água. Narrows localiza-se a aproximadamente 471 m acima do nível do mar.

## Localidades na vizinhança
O diagrama seguinte representa as localidades num raio de 16 km ao redor de Narrows.